# Dickasonia vernicosa
Dickasonia vernicosa är en orkidéart som beskrevs av Louis Otho Otto Williams. Dickasonia vernicosa ingår i släktet Dickasonia och familjen orkidéer. Inga underarter finns listade i Catalogue of Life.

## Bildgalleri

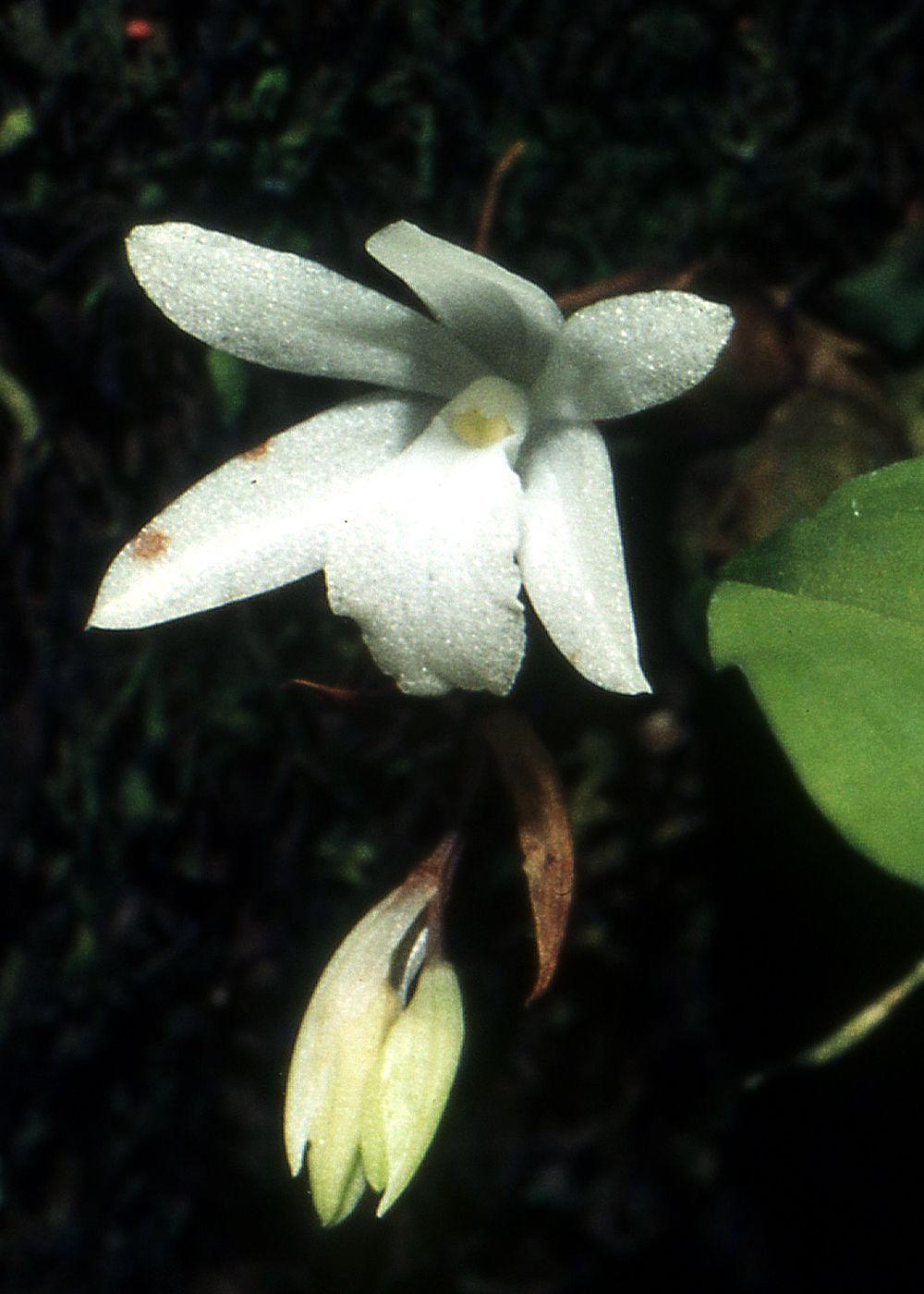